# Rififi (film)
Rififi (Du rififi chez les hommes) è un film del 1955 diretto da Jules Dassin, tratto dall'omonimo romanzo di Auguste Le Breton, adattato per il cinema dal regista con la collaborazione di René Wheeler e dello stesso Le Breton (quest'ultimo è inoltre accreditato per i dialoghi). Dassin è anche interprete di uno dei ruoli principali, quello dell'esperto di casseforti Cesare.
È una pietra miliare del noir francese, diretto da un regista statunitense che in patria era già stato protagonista del noir americano con opere quali La città nuda (1948), e un classico del sottogenere del "colpo grosso" (heist movie), come ad esempio i contemporanei Rapina a mano armata di Stanley Kubrick e Bob il giocatore di Jean-Pierre Melville.

## Trama
Tony "il laureato", uscito di prigione dopo aver scontato una condanna di cinque anni, deve regolare i conti lasciati in sospeso e recuperare il posto di rilievo che gli spetta all'interno del milieu criminale a cui appartiene.
Convinto di essere stato tradito dalla donna amata, Mado, che dopo il suo arresto, in cui è forse addirittura direttamente coinvolta, sembra averlo subito dimenticato per accompagnarsi al gangster rivale Pierre Grutter, sfoga lo spirito vendicativo accumulato in anni di reclusione picchiando brutalmente la compagna di un tempo. Quando il suo giovane protetto Jo "lo svedese" gli propone di partecipare con lui e l'italiano Mario ad un furto ad una nota gioielleria di lusso, Tony accetta, ma decide di alzare la posta in gioco e non accontentarsi di svaligiare le vetrine, come nel piano originario degli altri due, ma di puntare all'obiettivo più ambizioso, la cassaforte. Per questo viene coinvolto nel progetto anche l'esperto in materia Cesare "il milanese" che vive a Marsiglia, e tutta la banda studia con finezza come superare il moderno sistema d'allarme che protegge la gioielleria.
Il colpo riesce alla perfezione e frutta loro un eccezionale bottino da 240 milioni di franchi. Ma Cesare commette un'imperdonabile leggerezza nel regalare un prezioso anello rubato ad una ragazza del locale notturno di Pierre Grutter. Il gangster intuisce immediatamente il coinvolgimento dello scassinatore italiano nel furto di cui parlano tutti i giornali, lo fa catturare e lo costringe a rivelare i nomi dei compari. Mario rifiuta invece di consegnargli il bottino e, prima di essere ucciso, riesce ad avvertire Tony e Jo del pericolo.
Grutter, privo di scrupoli, rapisce il figlioletto di Jo e chiede il bottino come riscatto per la sua vita. Tony, spietato nel seguire il codice d'onore, uccide Cesare per averli traditi e poi, grazie all'insperato aiuto di Mado, riesce a trovare e liberare il bambino. Ma Jo, senza sapere dell'esito felice del tentativo di Tony, cede infine all'ultimatum di Grutter e gli consegna i soldi ricavati dai ricettatori, solo per rimanere vittima del gangster che non ha più in custodia suo figlio.
In un ultimo, decisivo scontro a fuoco, Tony riesce a uccidere Grutter, ma viene a sua volta gravemente ferito e riesce appena a riportare il bambino di Jo alla madre, prima di morire. Nessuno degli autori del colpo è quindi sopravvissuto per goderne i frutti.

## Riconoscimenti
Il film fu presentato in concorso all'8º Festival di Cannes e valse a Dassin il premio per il miglior regista.
Fu premiato come miglior film dal Sindacato francese dei critici cinematografici.
Nel 1956 il National Board of Review of Motion Pictures lo inserì tra i migliori film stranieri dell'anno.

## Distribuzione italiana
In Italia il film fu distribuito nel 1957 con tagli per circa 14 minuti e con un doppiaggio che in parte nascondevano la provenienza italiana di alcuni protagonisti (così viene tagliata una scena in cui Mario canta O sole mio e Cesare il milanese diventa Cesare il marsigliese). L'edizione DVD del 2004 (General Video Recording / 20th Century Fox Home Entertainment) presenta la versione integrale.

## Riferimenti ad altri film
È opinione di qualche critico che Rififi sia stata la fonte di ispirazione di I soliti ignoti (1958) di Mario Monicelli. Tuttavia, in tali critiche non vengono considerati alcuni fatti: che in Rififi i malviventi agiscono come "banda del buco", perforando più volte in verticale, mentre ne I soliti ignoti si tratta di perforare, o sfondare, una parete, in orizzontale, peraltro sbagliando parete, che il tono dei due film è completamente diverso, una banda di rapinatori professionisti in una ambientazione cupa e criminale, contro una banda raccogliticcia di poveri diavoli in una ambientazione da commedia comica.
Rififi viene più volte citato nel film Susanna tutta panna (1957, regia di Steno).

## Riconoscimenti
- 1955 - Festival di Cannes
  - Miglior regista (ex-æquo con Sergei Vasilyev per Geroite na Shipka)